# Fiat 1400
La Fiat 1400, poi prodotta anche nella versione "1900", è un'automobile costruita dalla FIAT tra il 1950 e il 1958. Fu la prima vettura FIAT ad adottare la scocca portante anziché la tradizionale struttura a telaio.

## La genesi

La Fiat 1400 presentata ad Alcide De Gasperi

Contemporaneamente era la prima vettura interamente di nuova progettazione dopo il termine della seconda guerra mondiale, gli altri modelli prodotti erano derivazione di progetti d'anteguerra. Infatti la progettazione iniziò nel 1947, quando la Casa torinese attendeva i prestiti agevolati promessi dall'Economic Cooperation Administration nell'ambito del nascente Piano Marshall. Sebbene a Torino fosse stata progettata, brevettata e costruita la prima auto a scocca portante, la Lancia Lambda del 1922, per la quale la FIAT nei primi anni di produzione aveva materialmente contribuito, realizzando presso i suoi reparti le strutture stampate da assemblare con rivetti aeronautici, per la scocca portante della 1400 si preferì, per motivi di industrializzazione del prodotto, rivolgersi alla carrozzeria Budd di Detroit che era specializzata in carrozze ferroviarie con struttura autoportante sin dagli anni '30, e che fornì alla Fiat la necessaria assistenza tecnica per lo stampaggio e la saldatura dei lamierati; a tal fine la Fiat inviò negli USA il capo dell'Ufficio Carrozzerie, Giuseppe Alberti. Data la scarsa qualità delle lamiere prodotte a Mirafiori, la Budd si occupò anche di costruire gli stampi di pannelleria e le attrezzature di assemblaggio. Si ritenne utile costruire un'auto che potesse piacere anche agli americani e per la linea Fiat si ispirò alle Frazer Manhattan e Kaiser Special, entrambe del 1947, che per prime avevano sperimentato il sistema ideato dalla Budd.

## Le versioni prodotte

Catena di montaggio, gennaio 1952

Presentata al Salone dell'automobile di Ginevra del marzo 1950, per il cinquantenario della Fiat, la nuova vettura era equipaggiata con un propulsore capace di erogare 44 CV a 4.400 giri al minuto, che spingeva la berlina alla velocità massima di circa 120 km/h. La Fiat chiese all'ing. Dante Giacosa di realizzare un motore coi pistoni a corsa corta in modo che dallo stesso blocco cilindro fosse possibile ottenere una cilindrata di circa 2000 cm³ semplicemente allungando la corsa dei pistoni, per poi poter equipaggiare un autocarro leggero con quel motore. Nel 1953 la 1400 fu la prima vettura italiana ad adottare un motore diesel, e venne pertanto battezzata 1400 Diesel. Montava un propulsore di cilindrata 1901 cm³ da 40 CV a 3.200 giri al minuto, con iniezione Fiat (licenza Bosch) ad alta pressione, lo stesso impiegato dall'autocarro 615 e dalla fuoristrada Campagnola. Durante l'anno e mezzo di produzione, circa 13.500 esemplari sono stati prodotti. 

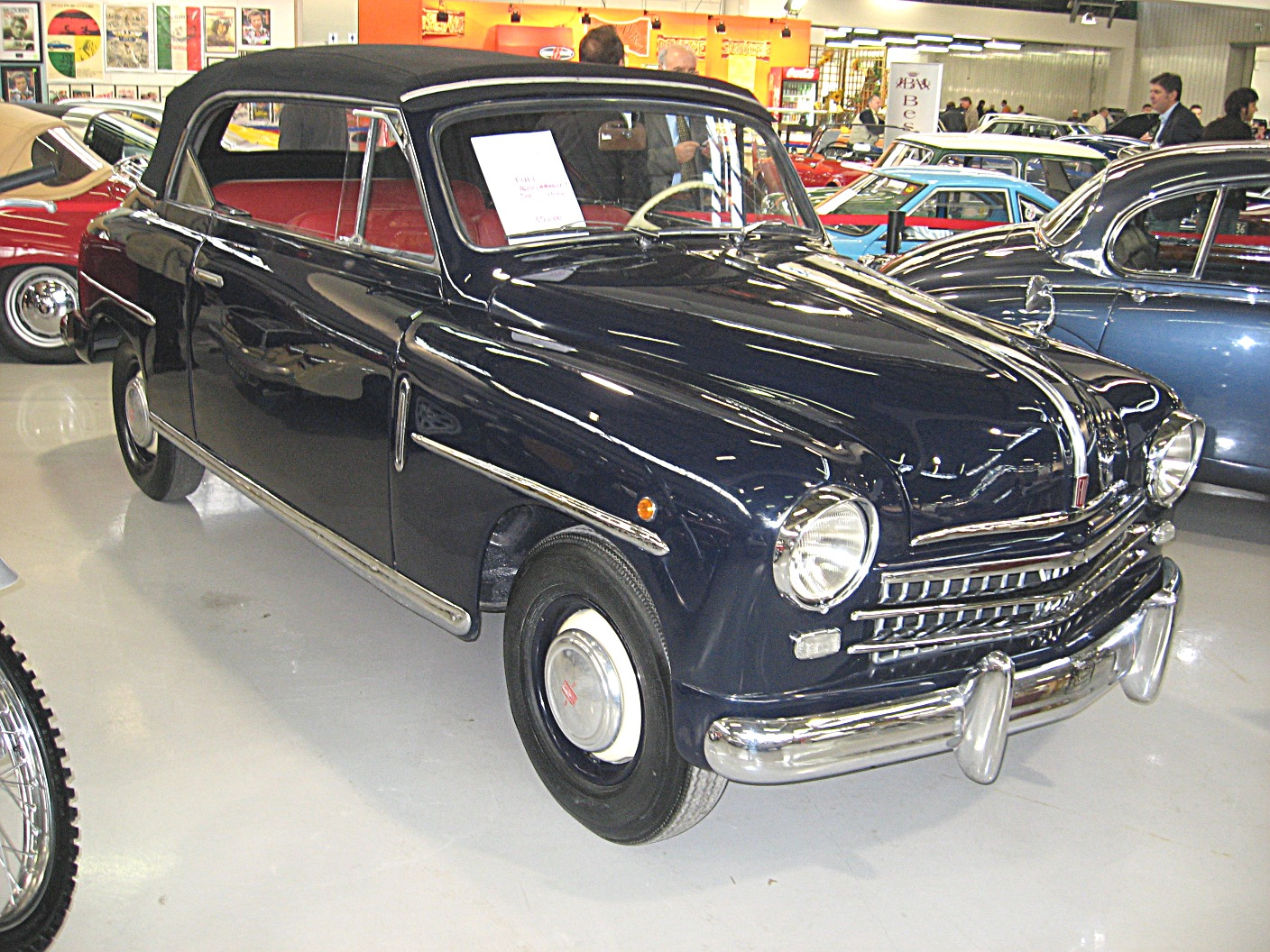
Rara Fiat 1400 Cabriolet

Dalla stessa telaistica ne venne tratta anche una versione cabriolet, costruita dalla Sezione Carrozzerie Speciali Fiat. Divenne celebre come taxi a Capri e, nella versione con motore da 1900 cm³, come vettura della Polizia stradale.
Utilizzando la stessa carrozzeria della 1400 berlina nacque nel 1952 la Fiat 1900 (dalla cilindrata del nuovo motore che la equipaggiava ed erogava 58 CV). La 1900 vantava interni più raffinati, un migliore equipaggiamento (di serie aveva la radio, come la 1400 cabriolet) e un cambio a cinque rapporti con la frizione sostituita da un giunto idraulico. Tra le versioni speciali, da parte della carrozzeria Francis Lombardi ne venne ricavata anche una versione limousine da 8 posti, mentre la Fiat propose la 1900 Granluce, berlina due porte che utilizzava parte dei lamierati della 1400 Cabriolet e un motore portato a 60 CV. La Stradale ebbe in dotazione anche alcune cabriolet, battezzate 1900 Torpedo.
Sempre nel 1952 la carrozzeria Ghia produsse una propria versione della 1400 in tre esemplari. Denominata Junior Coupé, era dotata di un propulsore 4 cilindri e fu disegnata da Gianpaolo Boano.

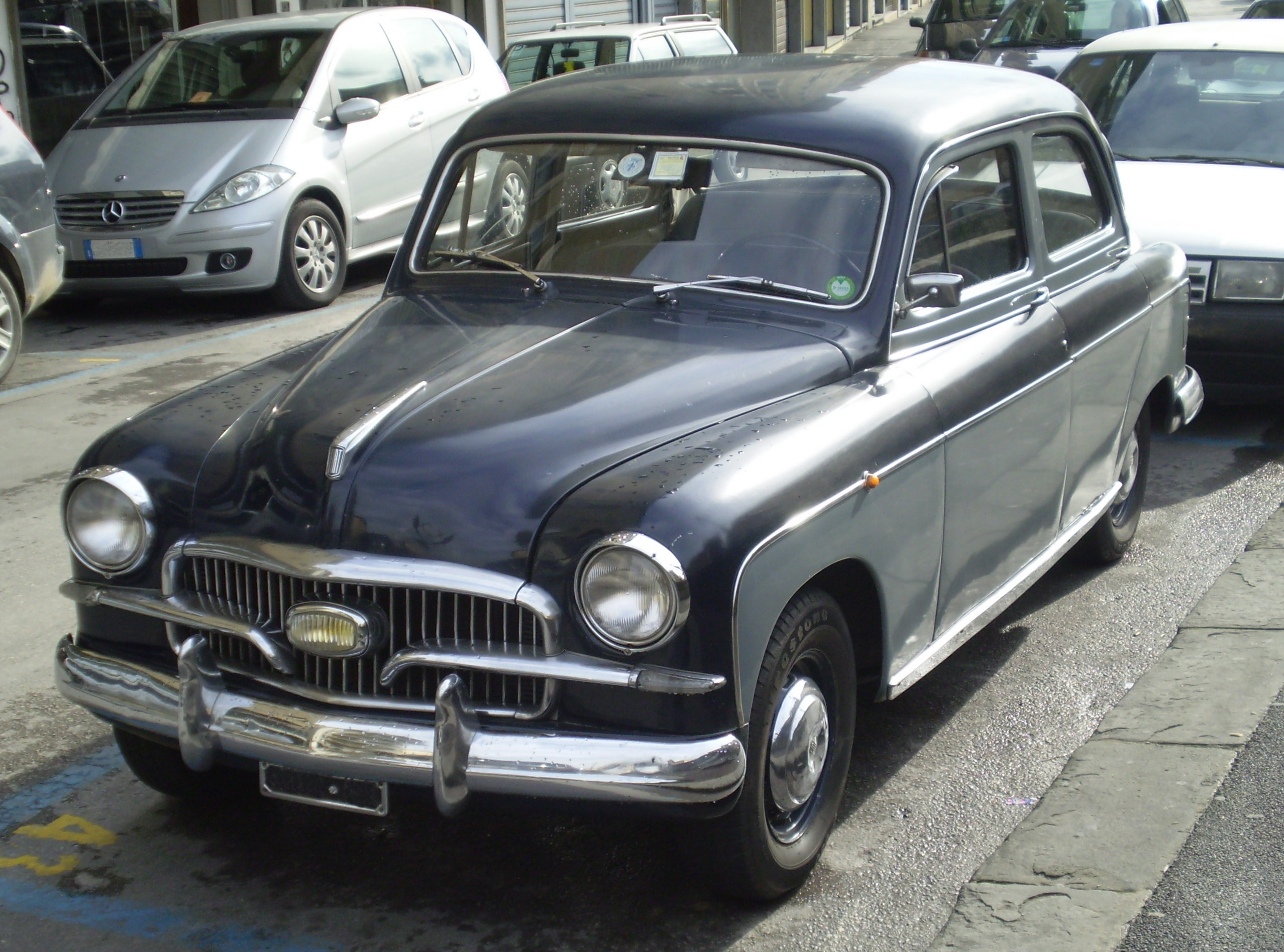
Fiat 1400 B

Nel 1954 un aggiornamento estetico portò alla 1400 A che vantava un motore a benzina con 6 CV in più e un diesel con 3 CV in più. Anche la 1900 fu aggiornata, diventando 1900 A, con motore da 70 CV.

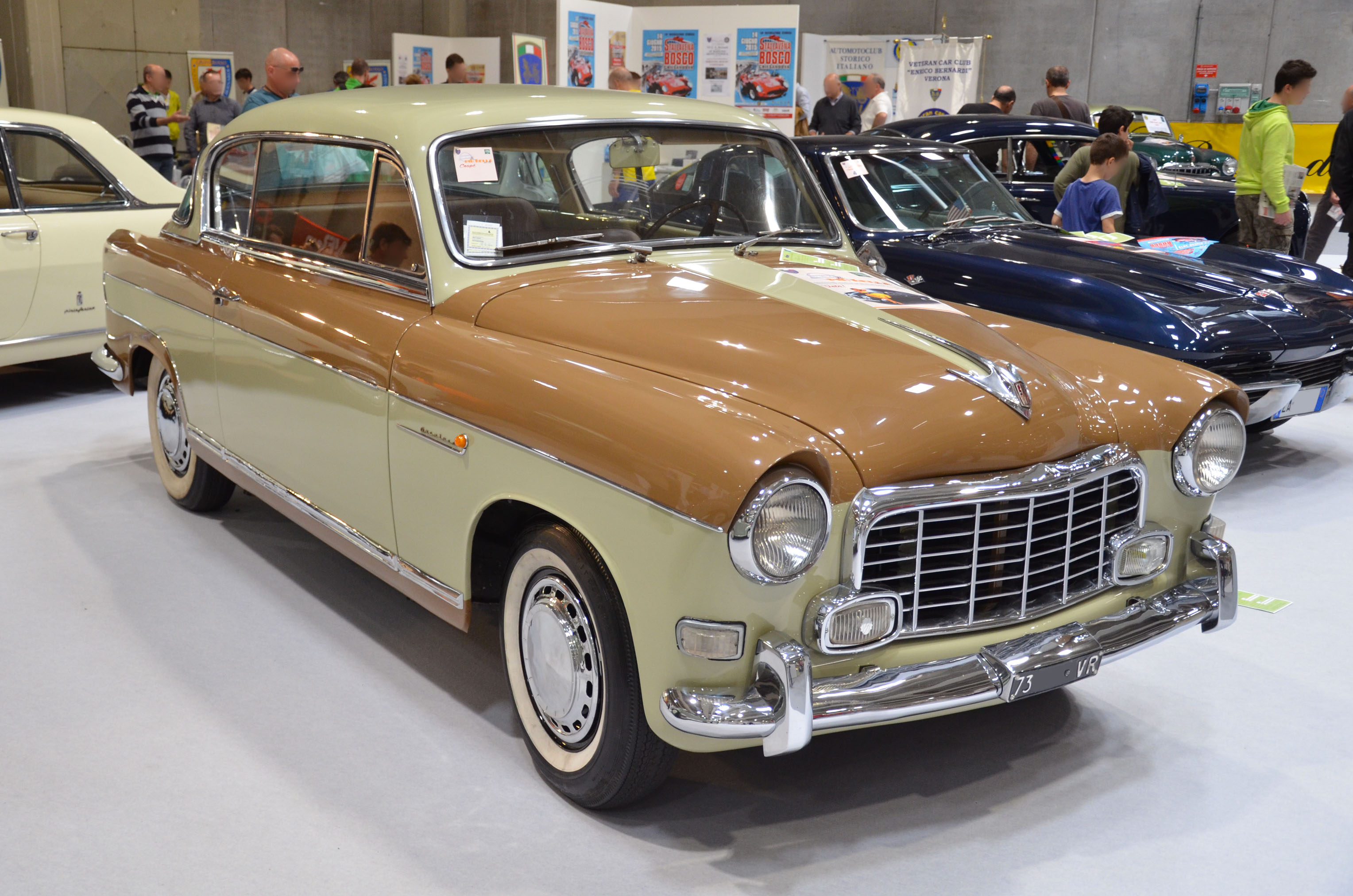
Fiat 1900 B Granluce

Nel 1956 la 1400 A fu sostituita dalla 1400 B che montava un motore ulteriormente potenziato a 58 CV e aveva finiture più accurate, vicine a quelle della 1900, infatti avevano in comune la calandra col faro antinebbia centrale. La 1400 B puntava molto sulle vistose tinte bicolore che erano diventate di gran moda negli Stati Uniti. Analoghe modifiche furono effettuate anche sulla 1900 (battezzata 1900 B), ulteriormente potenziata (a 80 CV) e dotata di surpressore (antenato del servofreno) e di pneumatici tubeless.
Rimase in produzione sino al 1959. Ne furono costruite quasi 200.000, di cui 179.392 1400 (berlina e cabriolet) e 19.588 1900 (berlina e Granluce). Le due auto vennero sostituite, rispettivamente, dalle 1800 e 2100, presentate a primavera, al Salone dell'automobile di Ginevra,  nel 1961.
.
Il progetto (codice 101) fu avviato originariamente per sostituire la 1100, ma finì per sostituire l'altro modello d'anteguerra, la Fiat 1500 6C.

## Le Fiat 1400/1900 costruite all'estero
- Seat 1400 ASeat 1400 BLa produzione continuò sino a metà degli anni sessanta in Spagna da parte della SEAT. Fu infatti la prima vettura prodotta su licenza dalla casa spagnola dal 10 maggio 1953. La prima fu matricolata a Barcellona con targa B-87223. Furono prodotti 50.157 esemplari di SEAT 1400, A & B, con la carrozzeria della Fiat 1400/1900 più 48.886 esemplari SEAT 1400C con la carrozzeria della Fiat 1800.
- Nell'ex Jugoslavia, presso la Zastava di Kragujevac furono assemblate alcune migliaia di Zastava 1400 e 1900 tra il 1954 e il 1960, automobili destinate alle alte personalità del paese.
- In Austria, presso la Steyr-Puch, associata alla Fiat fino al 1975, fu fabbricata la Fiat 1900 ribattezzata Steyr 2000 (poiché equipaggiata di un motore da 2 litri costruito in loco). Tra 1956 e 1958, una version Steyr 2300 Sport è stata costruita, basata sulla Fiat 1900B Gran Luce.
- In Germania, la filiale tedesca Fiat-NSU (divenuta in seguito Fiat Neckar) venne commercializzata come NSU-FIAT 1400.

## Riconoscimenti
Nel 1952, la Fiat 1400 vinse la Coppa Europa, premio promosso dalla rivista francese Auto Journal, con il miglior punteggio nella velocità massima, comfort, sospensioni, frenata, accelerazione e consumi. Risultò la migliore tra tutte le altre vetture europee.

## Galleria d'immagini

Autunno 1952: L'ultima nata in casa Fiat, la 1900, qui ripresa frontalmente per evidenziare la mascherina più elaborata e "cromata" rispetto a quella della sorella minore 1400
Il lunotto della 1900, che consente - rispetto a quello della 1400 - una più ampia visibilità posteriore (1952)
Il posto di guida della 1900 berlina (1952)
Un'immagine della 1900 berlina (1952)
Un'immagine pubblicitaria della 1900 berlina (1952)
La 1900 "Granluce" sotto i riflettori del Salone di Parigi del 1952
La 1900 "Granluce" (1952)